# Allal El Fassi
Pour les articles homonymes, voir El Fassi.
Allal El Fassi (né le 10 janvier 1910 à Fès et mort le 13 mai 1974 à Bucarest) est un homme politique marocain de premier plan, et figure emblématique du nationalisme marocain. Il associe son nom au Parti de l'Istiqlal, dont il est un des idéologues avant d'en devenir le chef en 1960.  
Allal El Fassi a fortement influencé la vie politique et sociale du Maroc pendant plus d'un demi-siècle . Ses descendants continuent de diriger l'Istiqlal. 
Il est décédé le 13 mai 1974 à Bucarest en Roumanie lors d'une mission officielle.

## Biographie
Allal El Fassi est né à Fès, au Maroc dans une riche famille fassie d'origine andalouse, qui compte plusieurs hauts fonctionnaires du sultan. 
Son père est l'un des plus importants oulémas de la ville, dont il a été cadi, mufti, puis professeur à l'université de la Quaraouiyine.
Il fait donc ses études à la prestigieuse université de la Quaraouiyine en 1927. 
L'implosion de l'empire ottoman, les occupations coloniales de toute l'l'Afrique du Nord méditerranéenne[pas clair], et le bouillonnement culturel, intellectuel et politique agite alors la jeune élite marocaine. 
Très influencé par la Salafyyia, mouvement de la pensée musulmane, il anime dès 1927 à Fès les premiers cercles nationalistes.
Licencié de l'Université en 1932, il commence sa carrière d'abord à l'école Naciria, fondée par le faqih Ghazi, autre figure historique du nationalisme.
La protestation contre le « Dahir berbère » en 1933 marque ses premiers pas dans la politique. Cette loi, imposée par les autorités du protectorat français, enlevait au sultan son pouvoir de juridiction sur les tribus d'origine berbère et établissait une ségrégation ethnique, au risque de faire disparaitre les derniers symboles de la souveraineté nationale. La publication du dahir entrainera une grande agitation au Maroc et dans tout le monde musulman, avant que, sous la pression, il ne soit vidé de sa substance en 1934.
Enseignant théologien à l'éloquence flamboyante, il préfère renoncer publiquement, après deux années d'enseignement à la Quaraouiyine, à son poste de professeur plutôt que de se soumettre aux injonctions des autorités du protectorat.
Revenu à Fès en 1934, il fonde avec Mohamed Hassan El Ouazzani et Ahmed Balafrej, le « Comité d'action marocaine » (CAM) premier mouvement national regroupant toutes les cellules de jeunes activistes des villes.
Il participe au sein du « Comité d'action marocain » à la rédaction et la diffusion du plan de réforme, plateforme de revendications réformistes qui sera proposé à Paris sans succès. Au CAM succède en 1937 le Parti national.
L'agitation nationale grandissant, le régime colonial décapite le mouvement nationaliste naissant. Allal El Fassi et ses partisans sont brutalement arrêtés, emprisonnés. Il est banni du Maroc et exilé dans un village perdu du Gabon. Pendant neuf ans, sans courrier, sans lecture, à l'isolement complet, au point de n'apprendre le début de la guerre que deux ans après, il refuse néanmoins toute modeste tentative de négociation des autorités coloniales.
Gracié en 1946, comme tous les dirigeants historiques du mouvement national, il redevient une des figures du parti de l'Istiqlal que Balafrej et ses compagnons, libérés avant lui, ont fondé en décembre 1943. Il s'installe à Tanger pendant une brève période, avant de choisir Caire, lieu où il forgera une grande partie de son idéologie politique. 
De retour au Maroc, il devient l'un des dirigeants de l'Istiqlal crée en décembre 1943, mais doit s’exiler de nouveau, peu après, pour dix ans. Il noue des contacts avec des représentants de plusieurs pays et s'installe au Caire en 1947, ville où il milite aux côtés d'Abdelkrim El Khattabi pour former le Comité de libération du Maghreb. Profondément légaliste, fidèle aux principes monarchiques, et fervent partisan, sinon initiateur de l'idée du Grand Maroc allant de Saint-Louis du Sénégal à Oujda et incluant Tindouf en Algérie, il désapprouva le traité d'Indépendance du Maroc selon ses frontières de 1956. Il était très proche du roi Mohammed V, qu'il a utilisé comme symbole d'unité nationale.
Il regagne le Maroc en août 1956 pour la réunion du conseil national de l'Istiqlal. À la suite de l'accession du Maroc à l'indépendance, l'Istiqlal, appelé à former un gouvernement, est aux prises avec des querelles intestines et perd sa sensibilité sociale. Ceci le mène à une scission en son sein. 
Il fait l'objet dès 1955 d'une première tentative d'attentat à la bombe, cachée dans la villa de Tétouan, désamorcée à temps par la police espagnole et déposée par un ancien truand, Jo Attia, recruté par le SDECE,,, puis d'une tentative d'assassinat en septembre 1956, quand trente-quatre balles sont tirées sur les voitures du cortège, à 32 kilomètres de Boulemane.
En 1959, l'aile gauche de Mehdi Ben Barka se sépare alors du parti pour former l'Union nationale des forces populaires (UNFP), tandis que l'aile droite d'El Fassi et de Balafrej garde le nom d'Istiqlal.
Après l'indépendance, il occupera différentes charges publiques. 
De 1961 à 1963, Allal El Fassi est ministre d'État chargé des Affaires islamiques (il crée alors La Nation africaine), puis il se retrouve dans l’opposition. Débordé sur sa gauche et sur sa droite, il n’est plus dès lors représentatif que d’une élite intellectuelle conservatrice dépassée par les évènements[Comment ?], mais fit toujours montre d’allégeance à Hassan II en tant que président de l’Istiqlal. Il fut aussi membre de l'académie de langue arabe de Damas et du Caire.
Allal el Fassi décède à Bucarest le 13 mai 1974, où il était à la tête d'une délégation de l'Istiqlal dans laquelle il devait traiter du conflit israélo-palestinien. M'hamed Boucetta lui succédera à la tête du parti.

## Descendance
Allal El Fassi a épousé Zahra-Fassi Fihri. De cette union, ils ont eu :
- Abdelouahed El Fassi :  Membre du comité exécutif du parti de l'Istiqlal. Médecin Cardiologue. Ministre de la Santé au gouvernement de l’alternance Youssoufi 1 entre 1998 et 2000.
- Hani El Fassi : Avocat. Membre du Conseil constitutionnel.
- Aouatef El Fassi :  Femme de Anass El Fassi Fihri.  Elle épousera ensuite Mohamed El Ouafa, membre du comité exécutif de l'Istiqlal. Ambassadeur du Maroc dans différents pays. Il occupe le poste de ministre de l'Éducation nationale dans le gouvernement Benkiran 1 et ministre délégué auprès du chef du gouvernement chargé des Affaires générales et de la gouvernance dans le gouvernement Benkiran 2.
- Leïla El Fassi : Elle épouse Hassan Baraka avec qui elle a eu 3 enfants : 
  - Hatim Baraka
  - Oum Ayman Baraka
  - Nizar Baraka : Secrétaire général du Parti de l'Istiqlal.  Ministre de l'économie sous Abbas El Fassi.  Président du Conseil économique, social et environnemental. Époux de Radia El Fassi.
- Oum El Banine El Fassi : Elle épouse le premier ministre Istiqlal Abbas El Fassi. 
  - Radia El Fassi :  Fille de Oum El Banine El Fassi et Abbas El Fassi. Mariée avec Nizar Baraka